# Ehinokaktus
Ehinokaktus (glava kaktus, jež, lat. Echinocactus), rod u porodici kaktusa.
Postojoi 5 vrsta iz ovo roda koji potječu iz jugozapada SAD-a i sjevera Meksika.
- Ovi kaktusi variraju od malih kaktusa do divova koji narastu 1 do 2 m.
- Dobro uspjevaju i cvatu na suncu te lagano zasjenjenom mjestu, ali traže manje vode od prosjeka.
- Većina vrsta traži 25% zrnatog pijeska u normalnoj mješavini zemlje, a to ovisi o lokalnim klimatskim uvjetima.
- Preko zime se malo zalijevaju i drže suho, jer se inače pojavljuju ružne mrlje na biljci. Minimalna temperatura smije biti 7°C. To je posebno važno za mlade biljke.

## Vrste
- Echinocactus horizonthalonius Lem.
- Echinocactus parryi Engelm.
- Echinocactus platyacanthus Link & Otto
- Echinocactus polycephalus Engelm. & J.M.Bigelow
- Echinocactus texensis Hopffer
- Echinocactus ×diabolicus (Halda, L.Vacek & Vasko) Janeba

## Sinonimi
- Brittonrosea Speg.
- Echinofossulocactus Lawr.
- Efossus Orcutt
- Emorycactus Doweld
- Homalocephala Britton & Rose
- Meyerocactus Doweld